# Мунір Ель-Хаддаді
Мунір Ель-Хаддаді (ісп. Munir El Haddadi, араб. منير الحدادي‎;, нар. 1 вересня 1995, Сан-Лоренсо-де-Ель-Ескоріаль) — іспанський футболіст марокканського походження, нападник клубу «Лас-Пальмас».

## Клубна кар'єра

### Ранні роки
Народився 1 вересня 1995 року в місті Сан-Лоренсо-де-Ель-Ескоріаль, а виріс у сусідньому містечку Галапагар. Батько Муніра, Мохамед Ель-Хаддаді, марокканець з міста Фнідк, приїхав в Іспанію в рибальському човні у віці 18 років і став працювати шеф-кухарем. Його мати Заїда також марокканка, яка народилася в іспанському анклаві Мелілья і згодом переїхала до Європи.
Вихованець юнацьких команд футбольних клубів з околиць Мадриду. 

### Барселона
У 2011 році у віці 16 років потрапив в академію «Барселони». У першому сезоні він забив за другу юнацьку команду клубу 22 голи, чим допоміг їй виграти свою лігу. У наступній кампанії «Барселона» не без допомоги Ель-Хаддаді захистила чемпіонський титул. У другій половині сезону 2013/14 Мунір був переведений у другу команду клубу — «Барселону B», де також чудово себе показав, забивши чотири голи в одинадцяти матчах. У січні Мунір підписав з клубом нову угоду, термін якої розрахований до червня 2017 року, а в кінці сезону виграв юнацьку Лігу УЄФА і став найкращим бомбардиром турніру.
У наступному сезоні Мунір дебютував за першу команду «Барселони». Це сталося 24 серпня 2014 року в матчі проти «Ельче» (3:0). Нападник провів на полі 67 хвилин і відзначився забитим голом. 17 серпня форвард дебютував у Лізі чемпіонів у матчі з «Аяксом» (3:1). 4 жовтня відзначився гольовою передачею на Неймара в переможному матчі чемпіонату проти «Райо Вальєкано» (2:0). 4 грудня дебютував у Кубку Іспанії, відігравши 75 хвилин у виїзному матчі проти «Уески» (0:4).
За підсумками сезону 2014/15, в якому «Барса» стала чемпіоном Іспанії, зіграв 10 матчів в Ла Лізі і забив 1 гол. Крім того того ж 2015 року став з командою переможцем Ліги чемпіонів УЄФА, а також володарем Кубка Іспанії та Суперкубка УЄФА, проте в вирішальних матчах на поле не виходив.
Наразі встиг відіграти за каталонський клуб 20 матчів в національному чемпіонаті.

## Виступи за збірні
Через те, що батько Муніра був вихідцем з Марокко, футболіст мав право виступати за цю африканську збірну.
Проте в березні 2014 року нападник дебютував у складі юнацької збірної Іспанії, а в травні-червні зіграв у всіх трьох матчах еліт-раунду відбору на юнацький чемпіонат Європи (U-19) 2014 року, забивши в кожному з них по голу, але збірна поступилася в останній грі проти однолітків з Німеччини (1:3) і не кваліфікувалась на турнір.
4 вересня 2014 року 19-річний футболіст дебютував у складі молодіжної збірної Іспанії у матчі відбору на молодіжний Євро-2015 проти однолітків з Угорщини (1:0). Відразу після цього молодий форвард був терміново викликаний Вісенте дель Боске до національної збірної Іспанії замість травмованого Дієго Кости.
8 вересня 2014 року Мунір дебютував за першу збірну в матчі відбіркового турніру до чемпіонату Європи 2016 року проти збірної Македонії (5:1), вийшовши на заміну на 77 хвилині замість Коке. Наразі провів у формі головної команди країни 1 матч.

## Статистика виступів

### Статистика клубних виступів
| Сезон                 | Команда               | Чемпіонат             | Чемпіонат | Чемпіонат | Національні кубки | Національні кубки | Національні кубки | Континентальні кубки | Континентальні кубки | Континентальні кубки | Інші змагання | Інші змагання | Інші змагання | Усього | Усього |
| Сезон                 | Команда               | Ліга                  | Ігор      | Голів     | Ліга              | Ігор              | Голів             | Ліга                 | Ігор                 | Голів                | Ліга          | Ігор          | Голів         | Ігор   | Голів  |
| --------------------- | --------------------- | --------------------- | --------- | --------- | ----------------- | ----------------- | ----------------- | -------------------- | -------------------- | -------------------- | ------------- | ------------- | ------------- | ------ | ------ |
| 2013-14               | «Барселона Б»         | СД (ІІ)               | 11        | 4         | —                 | —                 | —                 | —                    | —                    | —                    | —             | —             | —             | 11     | 4      |
| 2014-15               | «Барселона Б»         | СД (ІІ)               | 17        | 4         | —                 | —                 | —                 | —                    | —                    | —                    | —             | —             | —             | 17     | 4      |
| 2014-15               | «Барселона»           | ПД                    | 10        | 1         | КІ                | 3                 | 0                 | ЛЧ                   | 3                    | 0                    | —             | —             | —             | 16     | 1      |
| 2015-16               | «Барселона»           | ПД                    | 10        | 0         | КІ                | 2                 | 2                 | ЛЧ                   | 4                    | 0                    | СУ+СІ+КЧС     | 0+1+0         | 0+0+0         | 17     | 2      |
| Усього за «Барселону» | Усього за «Барселону» | Усього за «Барселону» | 20        | 1         |                   | 5                 | 2                 |                      | 7                    | 0                    |               | 1             | 0             | 33     | 3      |
| Усього за кар'єру     | Усього за кар'єру     | Усього за кар'єру     | 48        | 9         |                   | 5                 | 2                 |                      | 7                    | 0                    |               | 1             | 0             | 61     | 11     |

### Статистика виступів за збірну
Станом на 30 січня 2022 року
| Дата     | Місто    | Господарі | Результат | Гості              | Турнір            | Голи | Примітки |
| -------- | -------- | --------- | --------- | ------------------ | ----------------- | ---- | -------- |
| 8-9-2014 | Валенсія | Іспанія   | 5 – 1     | Північна Македонія | Відбір до ЧЄ 2016 | -    | 77'      |
| Усього   |          | Матчів    | 1         |                    | Голів             | 0    |          |

| Дата       | Місто      | Господарі    | Результат  | Гості             | Турнір                                        | Голи | Примітки  |
| ---------- | ---------- | ------------ | ---------- | ----------------- | --------------------------------------------- | ---- | --------- |
| 26-3-2021  | Нуакшот    | Мавританія   | 0 – 0      | Марокко           | Відбір до Кубка африканських націй 2021       | -    |           |
| 30-3-2021  | Рабат      | Марокко      | 1 – 0      | Бурунді           | Відбір до Кубка африканських націй 2021       | 1    | 81'       |
| 8-6-2021   | Рабат      | Марокко      | 1 – 0      | Гана              | товариський матч                              | -    | 68'       |
| 12-6-2021  | Рабат      | Марокко      | 1 – 0      | Буркіна-Фасо      | товариський матч                              | -    | 75'       |
| 2-9-2021   | Рабат      | Марокко      | 2 – 0      | Судан             | Відбір до ЧС 2022                             | -    | 78' 90+1' |
| 6-10-2021  | Рабат      | Марокко      | 5 – 0      | Гвінея-Бісау      | Відбір до ЧС 2022                             | 1    | 67'       |
| 9-10-2021  | Касабланка | Гвінея-Бісау | 0 – 3      | Марокко           | Відбір до ЧС 2022                             | -    | 60'       |
| 12-11-2021 | Рабат      | Судан        | 0 – 3      | Марокко           | Відбір до ЧС 2022                             | -    | 82'       |
| 14-1-2022  | Яунде      | Марокко      | 2 – 0      | Коморські Острови | Кубок африканських націй 2021 - груповий етап | -    | 76'       |
| 25-1-2022  | Яунде      | Марокко      | 2 – 1      | Малаві            | Кубок африканських націй 2021 - 1/8 фіналу    | -    | 81'       |
| 30-1-2022  | Яунде      | Єгипет       | 2 – 1 д.ч. | Марокко           | Кубок африканських націй 2021 - чвертьфінал   | -    | 110'      |
| Усього     |            | Матчів       | 11         |                   | Голів                                         | 2    |           |

## Титули і досягнення
- Чемпіон Іспанії (2):

«Барселона»: 2014-15, 2015-16
- Володар Кубка Іспанії з футболу (2):

«Барселона»: 2014-15, 2015-16
- Володар Суперкубка Іспанії (2):

«Барселона»: 2016, 2018
- Переможець Юнацької ліги УЄФА (1):

«Барселона»: 2013-14
- Переможець Ліги чемпіонів УЄФА (1):

«Барселона»: 2014-15
- Володар Суперкубка УЄФА (1):

«Барселона»: 2015
- Переможець клубного чемпіонату світу з футболу (1):

«Барселона»: 2015
- Володар Ліги Європи (1):

«Севілья»: 2019-20